# تشرتشر (مشكين شهر)
تشرتشر هي قرية في مقاطعة مشكين شهر، إيران. عدد سكان هذه القرية هو 51 في سنة 2006.